# Intelligenza artificiale simbolica
L'intelligenza artificiale simbolica indica i metodi nella ricerca sull'intelligenza artificiale che si basano su rappresentazioni "simboliche" (leggibili dall'uomo) di problemi, logica e ricerca. L'IA simbolica è stata il paradigma dominante della ricerca sull'IA dalla metà degli anni '50 fino alla fine degli anni '80.

## Good Old-Fashioned Artificial Intelligence
John Haugeland ha coniato il termine GOFAI (Good Old-Fashioned Artificial Intelligence) per l'IA simbolica nel suo libro del 1985 Intelligenza artificiale (Artificial Intelligence: The Very Idea), che ha esplorato le implicazioni filosofiche della ricerca sull'intelligenza artificiale. Nella robotica il termine analogo è GOFR (Good Old-Fashioned Robotics).
L'approccio si basa sul presupposto che molti aspetti dell'intelligenza possano essere raggiunti mediante la manipolazione dei simboli, un assunto definito come "ipotesi dei sistemi di simboli fisici" da Allen Newell e Herbert A. Simon a metà degli anni '60.
Una forma popolare di AI simbolica sono i sistemi esperti, che utilizzano una rete di regole di produzione. Le regole di produzione collegano i simboli in una relazione simile a un'istruzione If-Then (se-allora). Il sistema esperto elabora le regole per fare deduzioni e per determinare di quali informazioni aggiuntive ha bisogno, cioè quali domande porre, utilizzando simboli leggibili dall'uomo.

## Critiche al modello
Gli oppositori dell'approccio simbolico includono robotisti come Rodney Brooks, che mira a produrre robot autonomi senza rappresentazione simbolica (o con solo una rappresentazione minima) e ricercatori di intelligenza artificiale, i quali applicano tecniche come le reti neurali e l'ottimizzazione per risolvere problemi di apprendimento e controllo automatico.
L'intelligenza artificiale simbolica aveva lo scopo di produrre un'intelligenza generale, simile a quella umana in una macchina, mentre la maggior parte della ricerca moderna è diretta a problemi secondari specifici. La ricerca sull'intelligenza generale è ora studiata nel sottocampo dell'intelligenza artificiale generale.
Le macchine sono state inizialmente progettate per formulare output in base agli input rappresentati da simboli. I simboli vengono utilizzati quando l'input è definito e rientra nella certezza. Ma quando è coinvolta l'incertezza, ad esempio nella formulazione delle previsioni, la rappresentazione viene eseguita utilizzando reti neurali artificiali. Recentemente, sono stati compiuti sforzi strutturati per integrare gli approcci AI simbolici e connessionisti sotto l'ombrello del calcolo neurale-simbolico. Come sostenuto da Valiant e molti altri la costruzione efficace di ricchi modelli cognitivi computazionali richiede la combinazione di un ragionamento simbolico sano e modelli di apprendimento (macchina) efficienti.